# Second Mesa
Second Mesa ist ein Census-designated place im Norden des US-Bundesstaats Arizonas im Navajo County. Das U.S. Census Bureau hat bei der Volkszählung 2020 eine Einwohnerzahl von 843 auf einer Fläche von 68,6 km² ermittelt. 
Second Mesa liegt ganz in der Hopi-Reservation. Die Bevölkerung ist verteilt auf drei Dörfer der Hopi-Indianer. Sie befinden sich auf einem Tafelberg (Mesa) und heißen Musungnuvi (auch Mishongnovi), Supawlavi (auch Sipaulovi) und Songoopavi (auch Shungopavi). Weitere Ortsteile sind Old Shongopavi und Shipolovi.
In Second Mesa beginnt die Arizona State Route 87 an der Arizona State Route 264.

## Bildung
Second Mesa liegt im Cedar Unified School District. In Second Mesa befindet sich die White Cone High School.